# The Chimes (filme)
The Chimes é um filme mudo do gênero drama produzido no Reino Unido e lançado em 1914. Foi baseado no romance de 1840 The Chimes, de Charles Dickens.